# Präsidentschaftswahl in den Vereinigten Staaten 2000
Die 54. Wahl des Präsidenten der Vereinigten Staaten von Amerika fand am 7. November 2000 statt. Mit einem der knappsten Ergebnisse in der Geschichte der USA wurde George W. Bush zum 43. Präsidenten der Vereinigten Staaten gewählt.
Die Stimmauszählung im Bundesstaat Florida, einem der besonders umkämpften Swing States, dauerte mehr als einen Monat. Am Ende lag Bush dort mit 537 Stimmen vor seinem demokratischen Konkurrenten Gore. Auch nach richterlich angeordneten Nachzählungen in einigen Wahlkreisen und der höchstrichterlichen Überprüfung durch den Supreme Court blieb der Wahlausgang umstritten.

## Kandidaten

### Demokratische Partei
Demokratische Kandidaten:

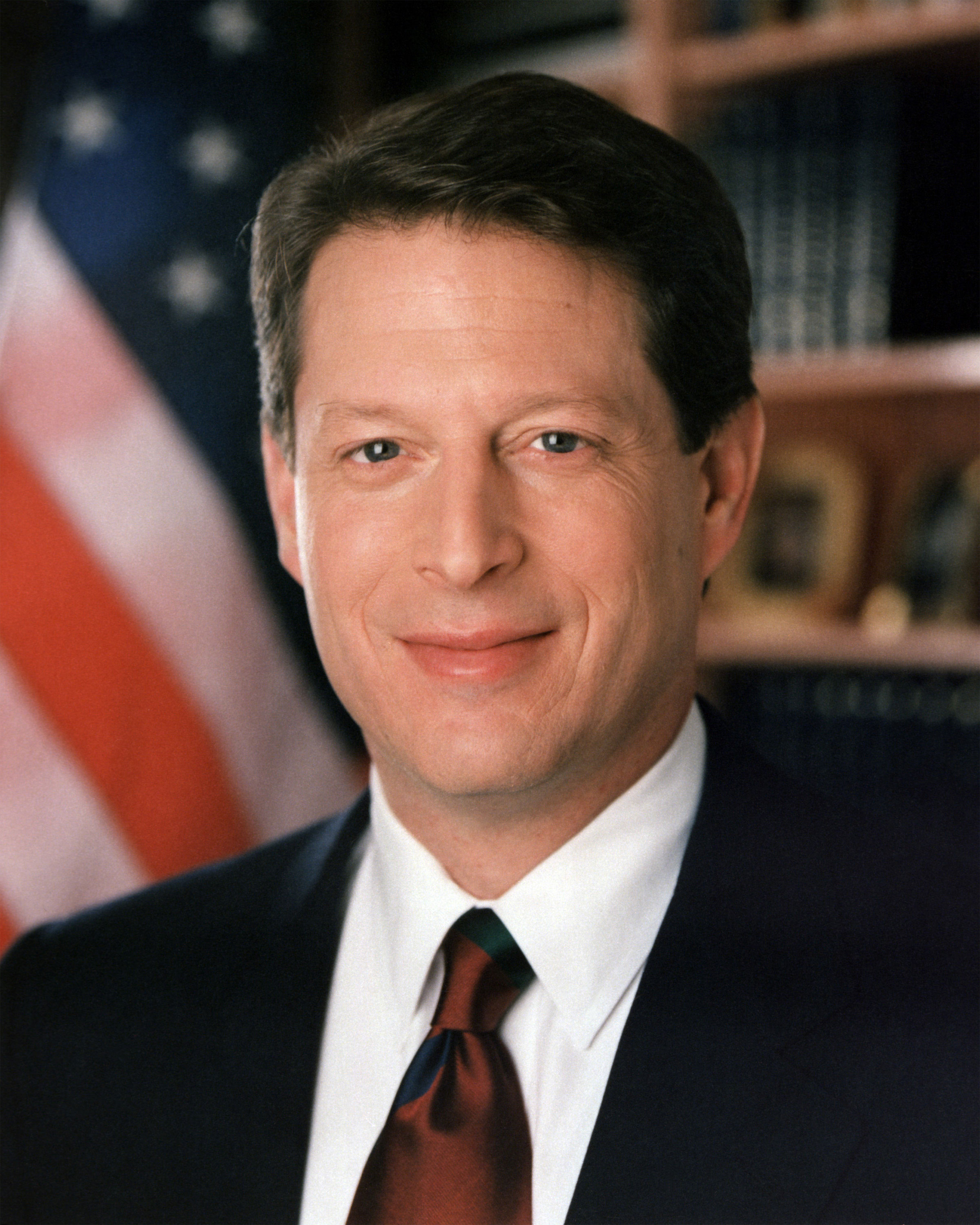
Vizepräsident Al Gore
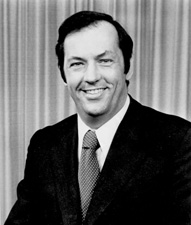
Senator Bill Bradley

Nach den Regeln des 22. Zusatzartikels der Verfassung durfte Amtsinhaber Bill Clinton nach zwei Amtszeiten nicht erneut kandidieren. Im Rennen um die Nominierung trat daher der amtierende Vizepräsident Al Gore an. Einziger nennenswerter Gegenkandidat war der ehemalige Senator und Profi-Basketballspieler Bill Bradley, der für die New York Knicks gespielt hatte und 1978 in die Politik gegangen war. Vor allem im Bereich Gesundheitsvorsorge gingen die Meinungen Gores und Bradleys, der massive Reformen forderte, auseinander. Obwohl Gore schließlich alle Vorwahlen für sich entscheiden konnte, offenbarten die Debatten mit Bradley ein Image-Problem für ihn. Gores mitunter roboterhafte Körperhaltung und wahrgenommene überhebliche Ausstrahlung sowie seine intellektuelle Art kamen beim Wähler schlecht an. Diese negativen Aspekte des Kandidaten und potentiellen nächsten Präsidenten bereiteten ihm auch in den Fernsehdebatten gegen Bush große Probleme bei der Wählerschaft.
Als Kandidat für das Amt des Vizepräsidenten nominierte Gore später Senator Joseph Lieberman aus Connecticut. Der orthodoxe Jude Lieberman war der erste prominente Demokrat gewesen, der Clintons Affäre mit Monica Lewinsky als unmoralisch kritisiert hatte. Liebermans warmherzige Erscheinung sollte Gores vermeintliche Steifheit kompensieren.

### Republikanische Partei
Republikanische Kandidaten:

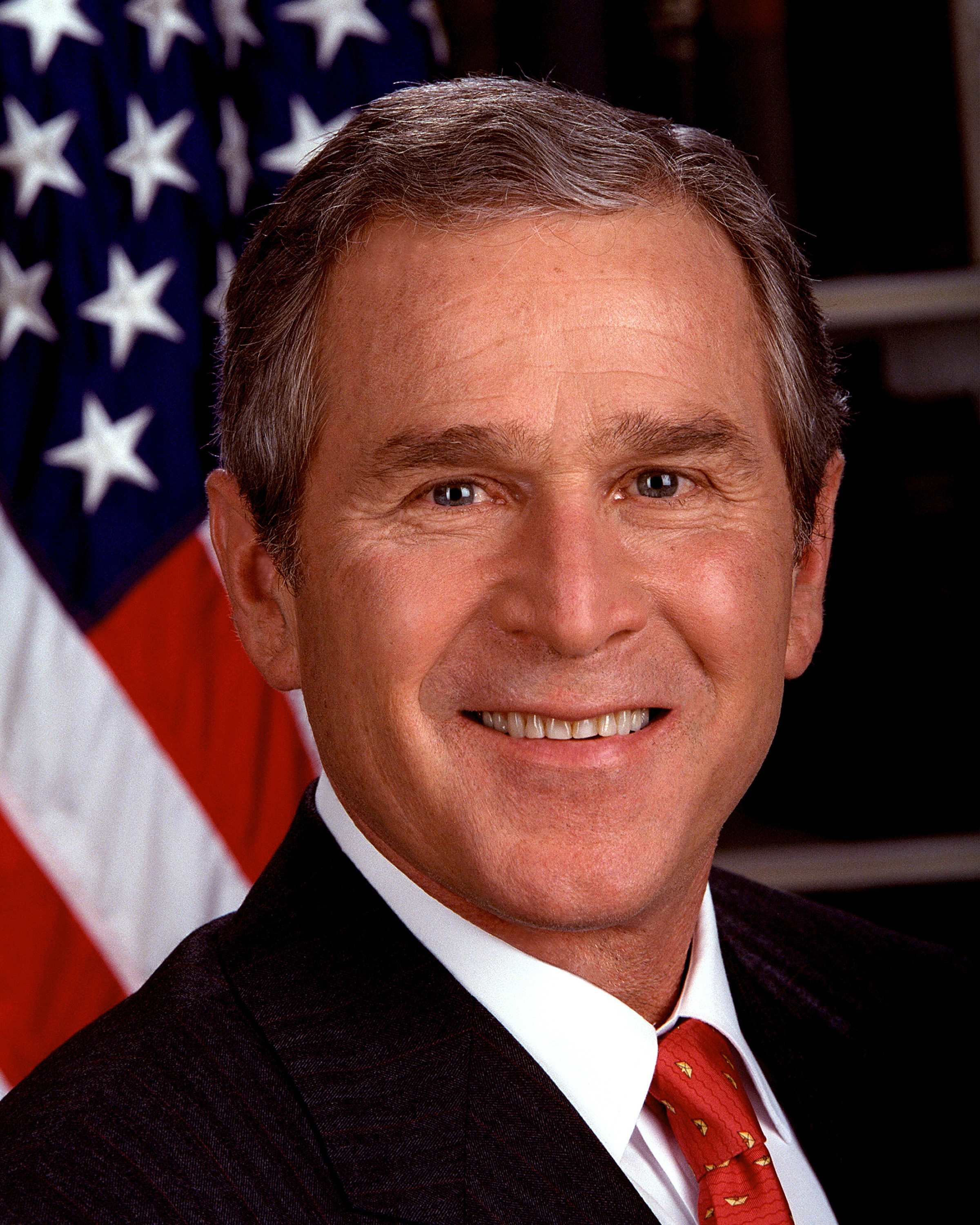
Gouverneur von Texas George W. Bush
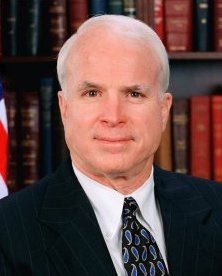
Senator John McCain
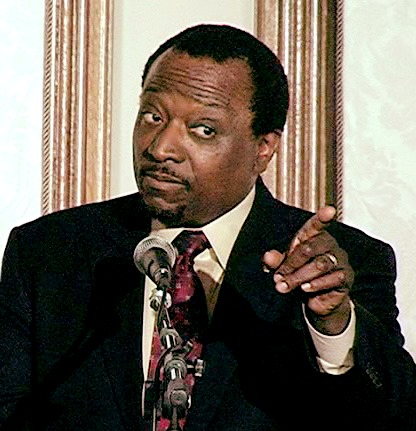
Ehemaliger ECOSOC-Botschafter Alan Keyes
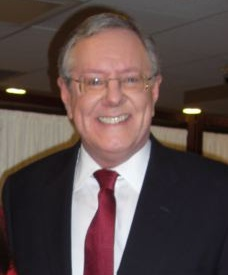
Geschäftsmann Steve Forbes
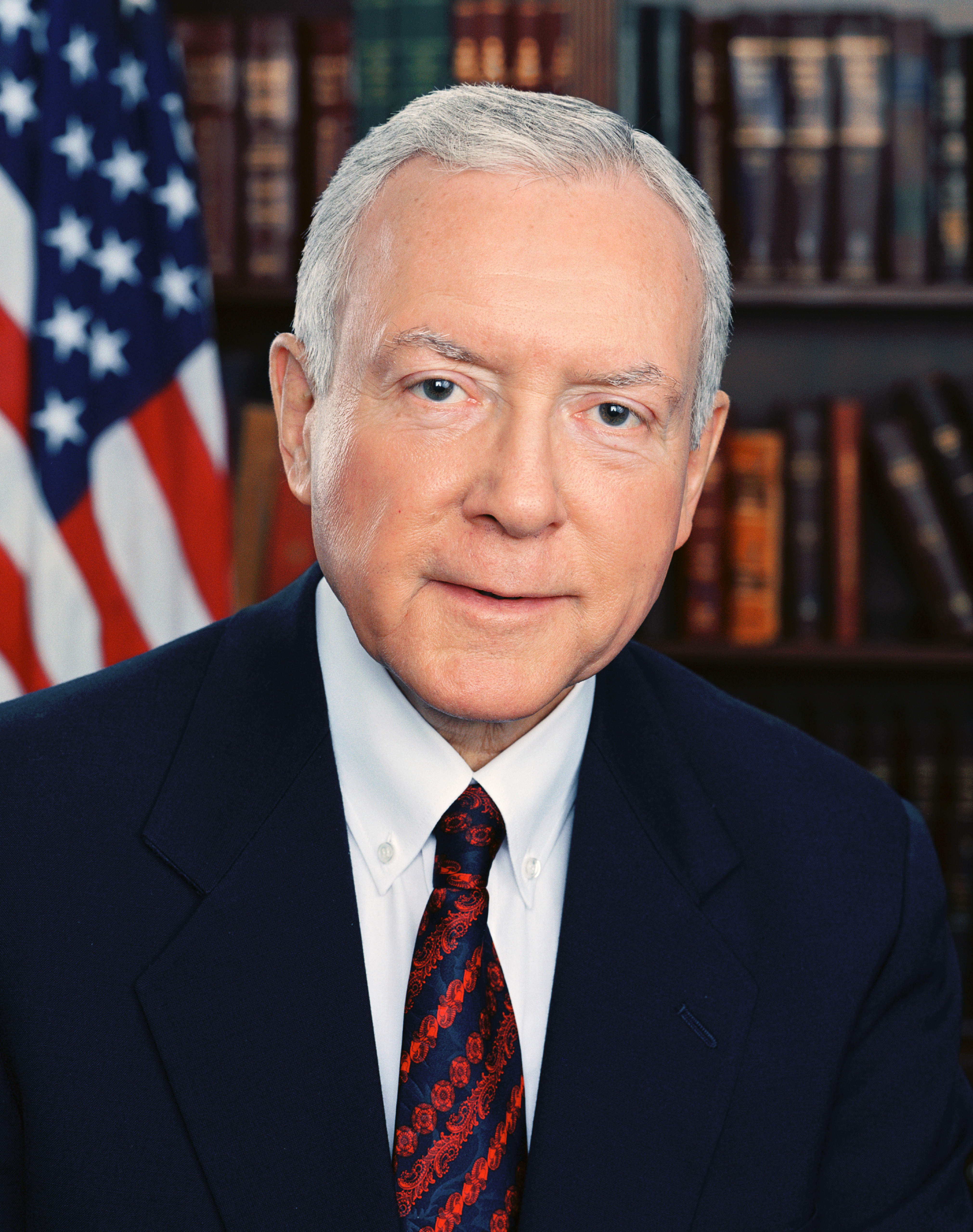
Senator Orrin Hatch
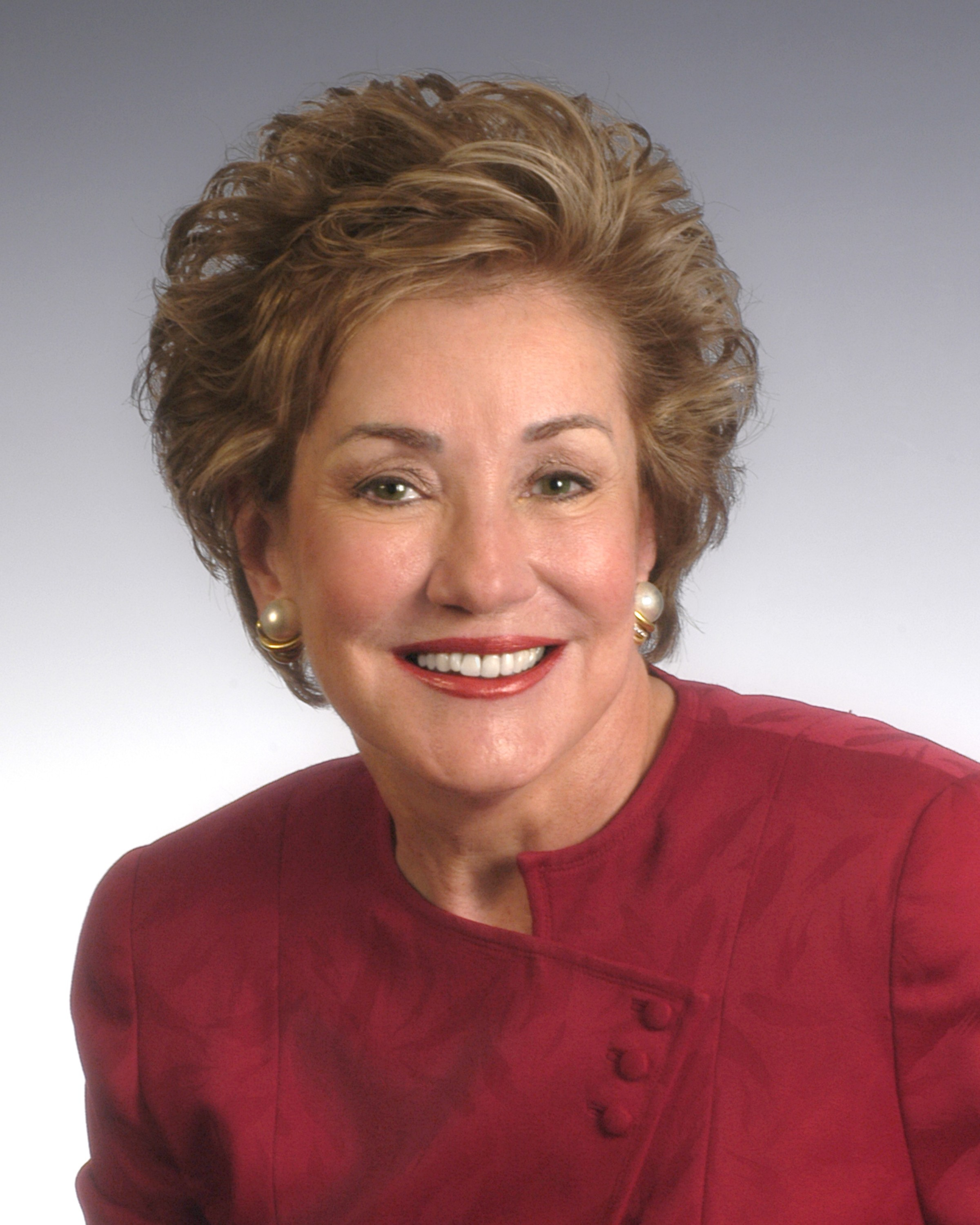
Ehemalige Arbeitsministerin Elizabeth Dole
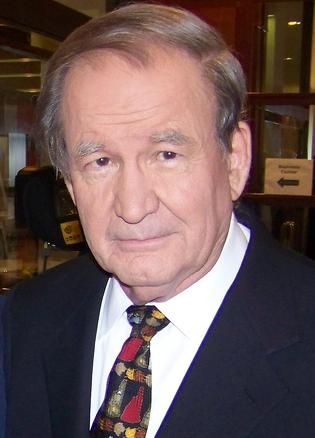
Kolumnist Pat Buchanan
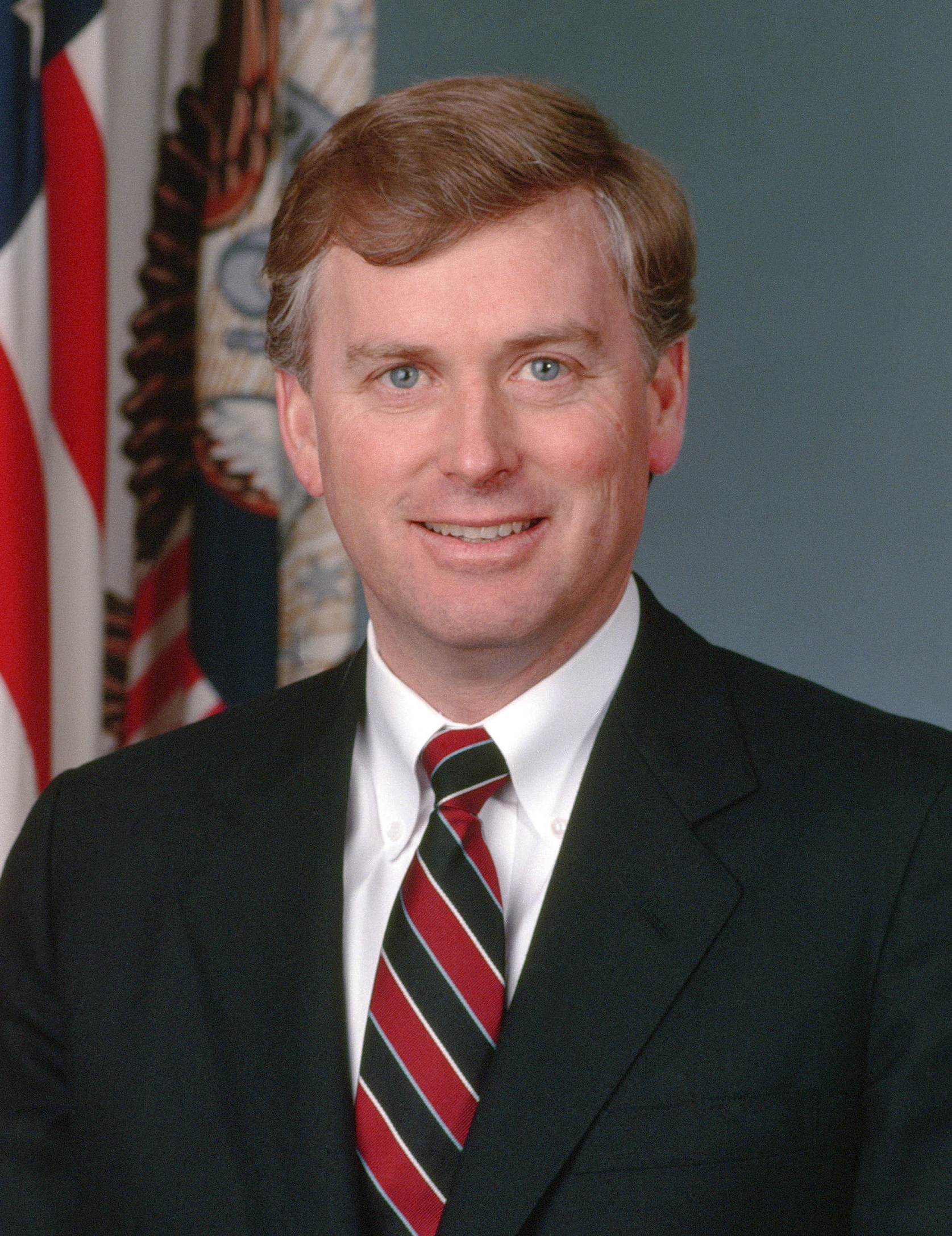
Ehemaliger Vizepräsident Dan Quayle
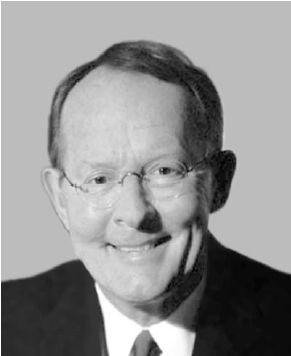
Ehemaliger Gouverneur von Tennessee Lamar Alexander
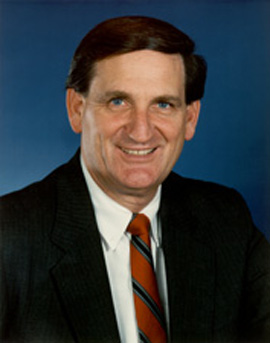
Senator Robert C. Smith
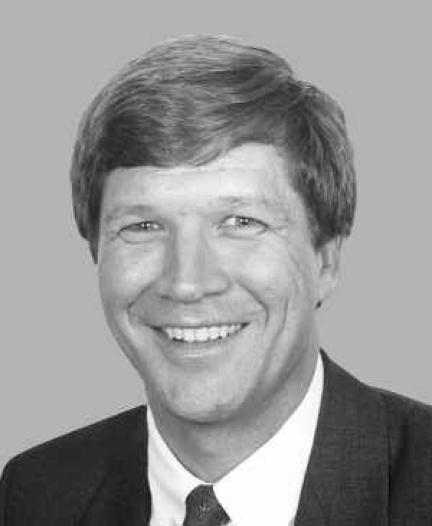
Abgeordneter John Kasich
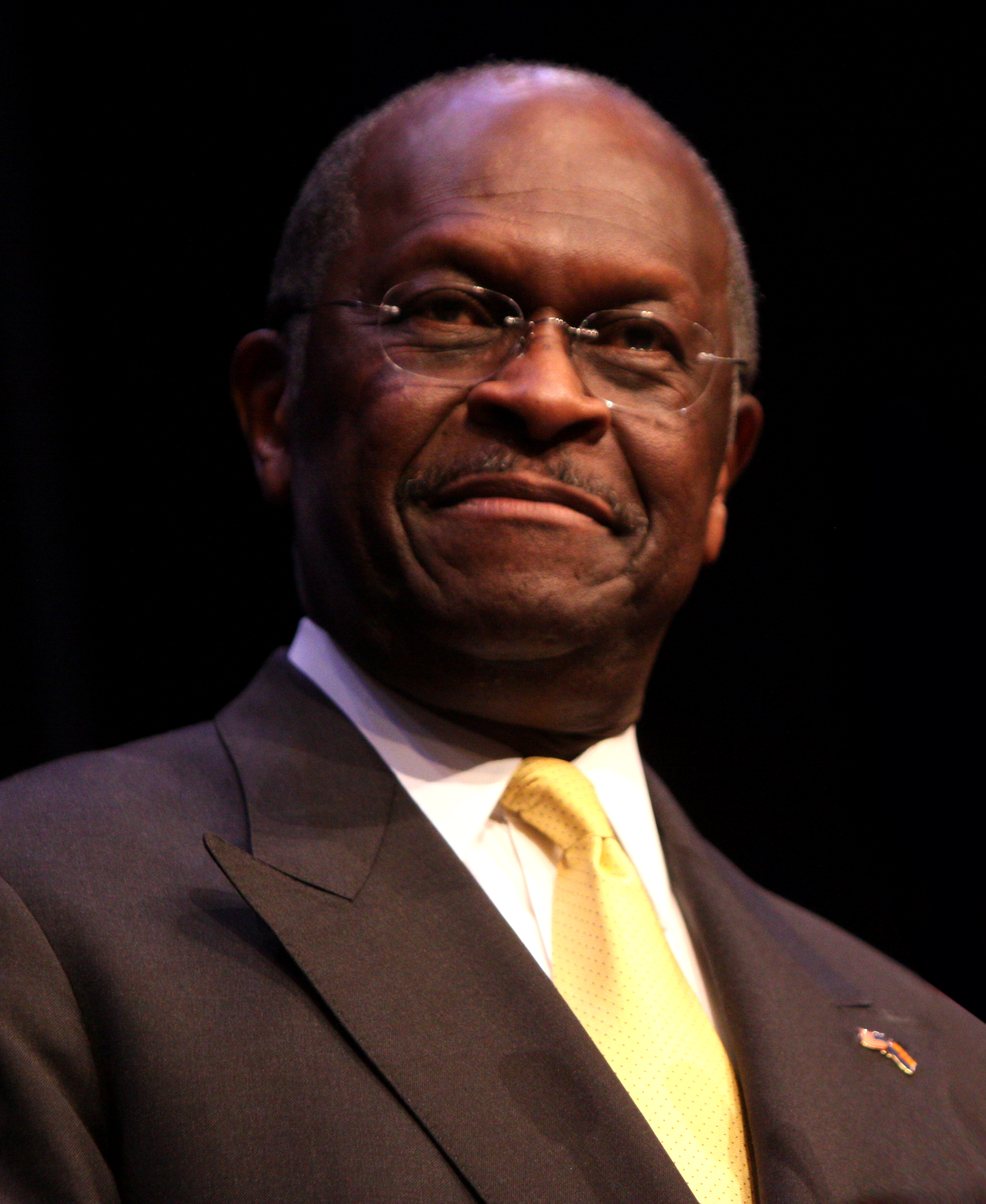
Geschäftsmann Herman Cain

Nachdem Bob Dole bei den Wahlen vier Jahre zuvor deutlich unterlegen gewesen war, entschieden sich die Republikaner nun für den texanischen Gouverneur George W. Bush, den Sohn des früheren Präsidenten George Bush. Sein härtester Konkurrent in den Vorwahlen war Senator John McCain aus Arizona, der jedoch nach einer deutlichen Niederlage bei den Vorwahlen in South Carolina praktisch keine Chance mehr besaß. Der Wahlkampf zwischen Bush und McCain gilt als einer der schmutzigsten der US-Geschichte. Es wurde behauptet, McCain solle Vater eines unehelichen schwarzen Kindes sein, seine Frau Cindy sei drogenabhängig, McCain selbst schwul und psychisch instabil wegen seiner Gefangenschaft in Nordvietnam. Alle übrigen Kandidaten hatten das Rennen bereits frühzeitig aufgegeben. Beim Nominierungskonvent in Philadelphia erhielt Bush 2038 von 2041 Stimmen.
Mit der Suche nach einem geeigneten Kandidaten für die Vizepräsidentschaft wurde eine Findungskommission unter Vorsitz des früheren US-Verteidigungsministers Dick Cheney betraut. Diese kam zu dem Ergebnis, dass kein Parteimitglied besser als Cheney selbst für das Amt geeignet sei.

### Grüne Partei

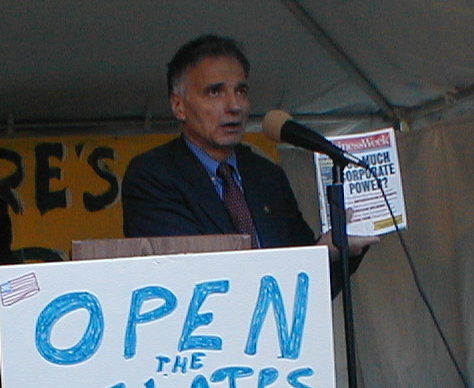
Verbraucheranwalt Ralph Nader

Verbraucheranwalt Ralph Nader trat zum zweiten Mal nach 1996, erstmals als offizieller Kandidat der Grünen Partei, als Präsidentschaftskandidat an.

## Wahlergebnis
Durch die juristischen Probleme der korrekten Stimmenauszählung in Florida dauerte es nach der Wahl mehr als einen Monat, bis ein Ergebnis feststand. Als der damalig mehrheitlich republikanisch besetzte Supreme Court letztinstanzlich eine erneute Nachzählung in bestimmten Wahlkreisen Floridas verbot (siehe Bush v. Gore), war der Wahlsieg des republikanischen Kandidaten offiziell. George W. Bush hatte die Präsidentschaftswahl mit einer bis heute umstrittenen Differenz von 537 Stimmen in Florida gewonnen.
Von den entscheidenden insgesamt 538 Wahlmännerstimmen konnte George W. Bush mit 271 Stimmen die Mehrheit für sich gewinnen (eine Stimme mehr als die notwendigen 270).
Da die Mehrzahl der Richter am Supreme Court von republikanischen Präsidenten ernannt worden war (zum Zeitpunkt der Entscheidung sieben von neun), war bereits des Öfteren Kritik an der Objektivität der Entscheidung des Gerichts laut geworden.

### Wahlmaschinen
Wegen der öffentlichen Kritik an den Wahlmaschinen in Florida wurde der Help America Vote Act entworfen und am 29. Oktober 2002 verabschiedet. Gleich zu Beginn seiner Amtszeit setzte sich Floridas Gouverneur Charlie Crist für die Abschaffung von Wahlcomputern in Florida ein.
Am 3. Mai 2007 ist Florida zum klassischen Wahlzettel auf Papier zurückgekehrt. Das Parlament verabschiedete einstimmig ein Gesetz, das den Einsatz von Papier-Stimmzetteln vorschreibt. Wie die 118 Abgeordneten in ihrem Entscheid begründeten, soll damit gegebenenfalls eine notwendig werdende Neuauszählung der Stimmen ermöglicht werden.

### Gesamtergebnis
| Kandidat           | Partei   | Partei       | Stimmen     | Stimmen | Wahlmänner |
| Kandidat           | Partei   | Partei       | Anzahl      | Prozent | Wahlmänner |
| ------------------ | -------- | ------------ | ----------- | ------- | ---------- |
| George Walker Bush |          | Republikaner | 50.456.002  | 47,9 %  | 271        |
| Al Gore            |          | Demokraten   | 50.999.897  | 48,4 %  | 266        |
| Ralph Nader        |          | Grüne        | 2.882.955   | 2,7 %   | —          |
| Pat Buchanan       |          | Reformpartei | 448.895     | 0,4 %   | —          |
| Harry Browne       |          | Libertarian  | 384.431     | 0,4 %   | —          |
| Sonstige           | Sonstige | Sonstige     | 232.920     | 0,2 %   | —          |
| Gesamt             | Gesamt   | Gesamt       | 105.421.423 | 100 %   | 538        |

Da in den USA bei Präsidentschaftswahlen nicht das Gesamtergebnis der Stimmen relevant ist, sondern die Anzahl der Wahlmännerstimmen, wurde Bush zum Präsidenten gewählt, obwohl Gore einen landesweiten Stimmenvorsprung von 532.994 Stimmen aufwies. Wahlfrau Barbara Lett-Simmons aus dem District of Columbia gab einen leeren Wahlzettel ab, anstatt nach Parteilinie für Gore zu stimmen, um dagegen zu protestieren, dass die Bürger der Hauptstadt im Senat nicht vertreten sind.

### Wahlergebnis nach Bundesstaaten
WM: Anzahl der Wahlmännerstimmen
| Bundesstaat      | Rep. Wählerstimmen | Rep. WM | Dem. Wählerstimmen | Dem. WM | Grüne Wählerstimmen | Grüne WM |
| ---------------- | ------------------ | ------- | ------------------ | ------- | ------------------- | -------- |
| Alabama          | 944.409            | 9       | 695.602            |         | 18.349              |          |
| Alaska           | 167.398            | 3       | 79.004             |         | 28.747              |          |
| Arizona          | 781.652            | 8       | 685.341            |         | 45.645              |          |
| Arkansas         | 472.940            | 6       | 422.768            |         | 13.421              |          |
| Colorado         | 883.745            | 8       | 738.227            |         | 91.434              |          |
| Connecticut      | 561.094            |         | 816.015            | 8       | 64.452              |          |
| Delaware         | 137.288            |         | 180.068            | 3       | 8.307               |          |
| Florida          | 2.912.790          | 25      | 2.912.253          |         | 97.488              |          |
| Georgia          | 1.419.720          | 13      | 1.116.230          |         | 13.432              |          |
| Hawaii           | 137.845            |         | 205.286            | 4       | 21.623              |          |
| Idaho            | 336.937            | 4       | 138.637            |         | 12.292              |          |
| Illinois         | 2.019.421          |         | 2.589.026          | 22      | 103.759             |          |
| Indiana          | 1.245.836          | 12      | 901.980            |         | 18.531              |          |
| Iowa             | 634.373            |         | 638.517            | 7       | 29.374              |          |
| Kalifornien      | 4.567.429          |         | 5.861.203          | 54      | 418.707             |          |
| Kansas           | 622.332            | 6       | 399.276            |         | 36.086              |          |
| Kentucky         | 872.492            | 8       | 638.898            |         | 23.192              |          |
| Louisiana        | 927.871            | 9       | 792.344            |         | 20.473              |          |
| Maine            | 286.616            |         | 319.951            | 4       | 37.127              |          |
| Maryland         | 813.797            |         | 1.145.782          | 10      | 53.768              |          |
| Massachusetts    | 878.502            |         | 1.616.487          | 12      | 173.564             |          |
| Michigan         | 1.953.139          |         | 2.170.418          | 18      | 84.165              |          |
| Minnesota        | 1.109.659          |         | 1.168.266          | 10      | 126.696             |          |
| Mississippi      | 573.230            | 7       | 404.964            |         | 8.126               |          |
| Missouri         | 1.189.924          | 11      | 1.111.138          |         | 38.515              |          |
| Montana          | 240.178            | 3       | 137.126            |         | 24.437              |          |
| Nebraska         | 433.862            | 5       | 231.780            |         | 24.540              |          |
| Nevada           | 301.575            | 4       | 279.978            |         | 15.008              |          |
| New Hampshire    | 273.559            | 4       | 266.348            |         | 22.198              |          |
| New Jersey       | 1.284.173          |         | 1.788.850          | 15      | 94.554              |          |
| New Mexico       | 286.417            |         | 286.783            | 5       | 21.251              |          |
| New York         | 2.403.374          |         | 4.107.907          | 33      | 244.060             |          |
| North Carolina   | 1.631.163          | 14      | 1.257.692          |         |                     |          |
| North Dakota     | 174.852            | 3       | 95.284             |         | 9.497               |          |
| Ohio             | 2.351.209          | 21      | 2.186.190          |         | 117.857             |          |
| Oklahoma         | 744.337            | 8       | 474.276            |         |                     |          |
| Oregon           | 713.577            |         | 720.348            | 7       | 77.357              |          |
| Pennsylvania     | 2.281.127          |         | 2.485.967          | 23      | 103.392             |          |
| Rhode Island     | 130.555            |         | 249.508            | 4       | 25.052              |          |
| South Carolina   | 786.426            | 8       | 566.039            |         | 20.279              |          |
| South Dakota     | 190.700            | 3       | 118.804            |         |                     |          |
| Tennessee        | 1.061.949          | 11      | 981.720            |         | 19.781              |          |
| Texas            | 3.799.639          | 32      | 2.433.746          |         | 137.994             |          |
| Utah             | 515.096            | 5       | 203.053            |         | 35.850              |          |
| Vermont          | 119.775            |         | 149.022            | 3       | 20.374              |          |
| Virginia         | 1.437.490          | 13      | 1.217.290          |         | 59.398              |          |
| Washington       | 1.108.864          |         | 1.247.652          | 11      | 103.002             |          |
| Washington, D.C. | 18.073             |         | 171.923            | 3       | 10.576              |          |
| West Virginia    | 336.475            | 5       | 295.497            |         | 10.680              |          |
| Wisconsin        | 1.237.279          |         | 1.242.987          | 11      | 94.070              |          |
| Wyoming          | 147.947            | 3       | 60.481             |         | 4.625               |          |
| Summe            | 50.456.002         | 271     | 50.999.897         | 267     | 2.883.105           | 0        |